# درجه دو-ستاره

نشان درجه دو-ستاره

درجه دو-ستاره (انگلیسی: Two-star rank) عنوان درجه‌ای است دارای دو ستارهٔ برجسته که مورد استفادهٔ اغلب کشورها و ارتش‌های دنیا است. دارندگان درجه‌های دو-ستاره، معمولاً، سرلشکر یا دریابان هستند. نشان درجه دو-ستاره دارای کد رمز ناتو به شماره OF-7 می‌باشد.

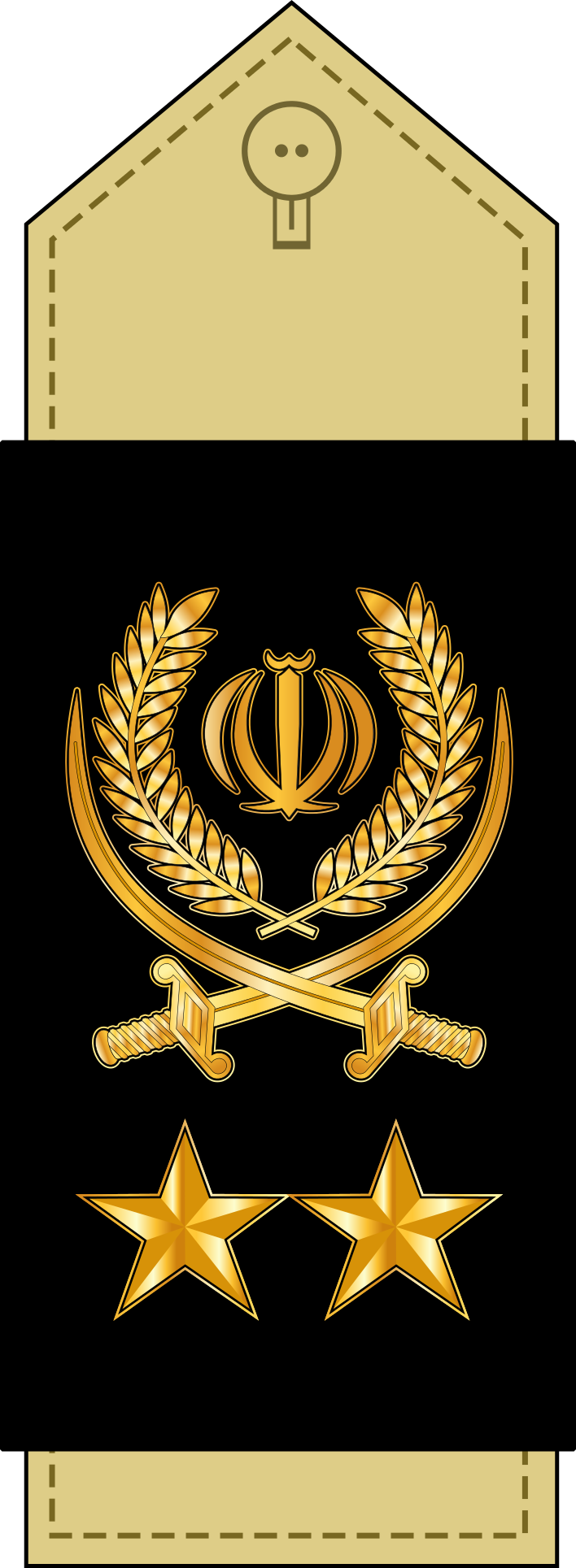
درجه سرلشکر‌ نیروی‌ زمینی جمهوری‌اسلامی‌ایران